# Róbert Ilosfalvy

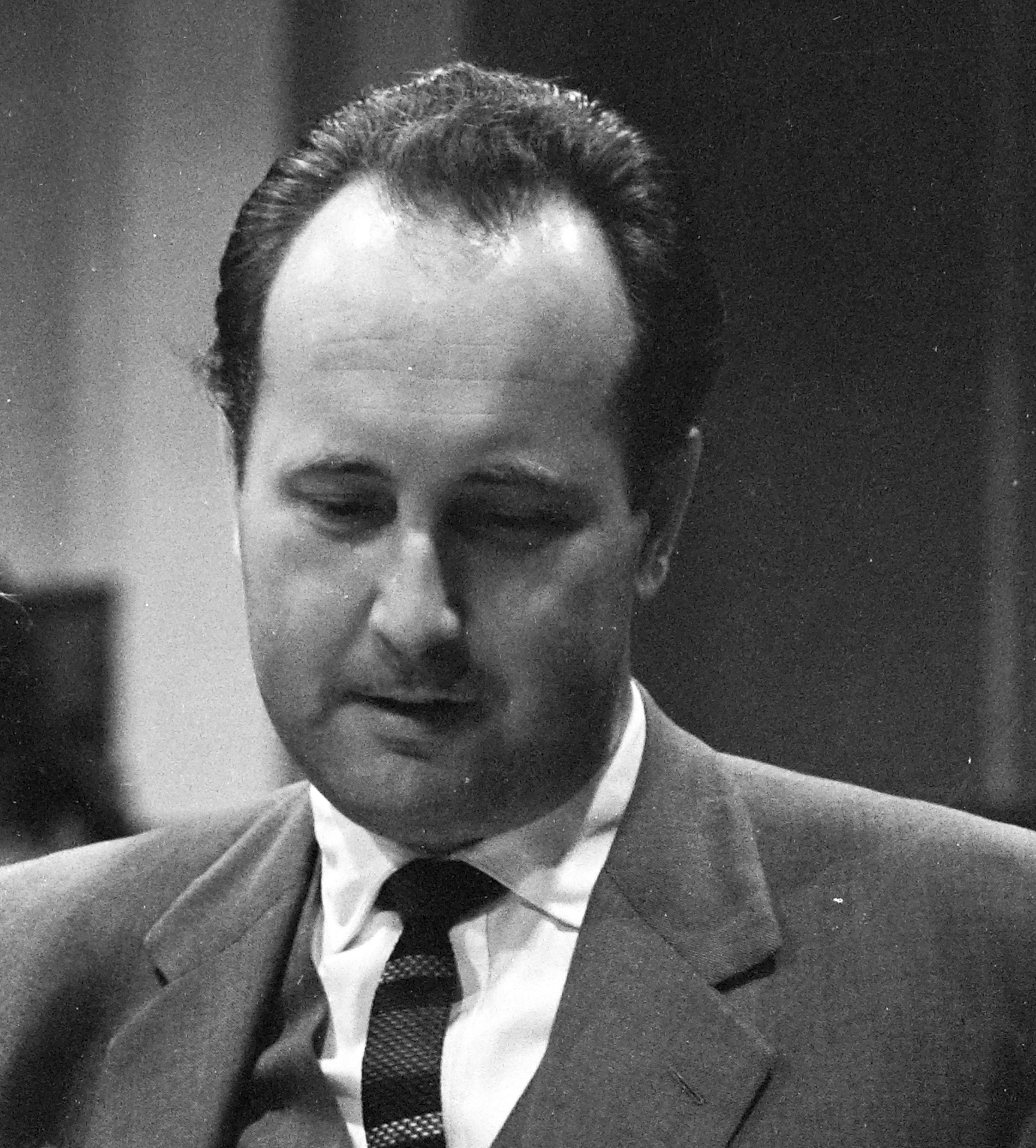
Róbert Ilosfalvy in 1959

Róbert Ilosfalvy (Hódmezővásárhely (Boedapest), 18 juni 1927 - Boedapest, 6 januari 2009) was een Hongaars operazanger.
Als tenor beschikte hij over een stem met lyrische gratie en dramatische kracht, waardoor hij een brede waaier van rollen uit het Italiaanse, Duitse en Franse repertoire aankon. Hij begon zijn loopbaan als cantor in een synagoge en studeerde vervolgens aan de muziekacademie van Boedapest. Nadat hij in 1953 een eerste prijs gewonnen had in een zangwedstrijd in Boekarest begon hij daar voor de opera te zingen. Hij keerde terug naar Hongarije en zong aan de Opera van Boedapest, met gastoptredens in Polen, Tsjecho-Slowakije, Bulgarije en Rusland.
In 1964 zette hij zijn loopbaan verder in West-Duitsland en trad hij op in Stuttgart, Berlijn, Hamburg, Keulen en München, met gastoptredens in Munt in Brussel, het Royal Opera House in Londen, de Opera van San Francisco en de Metropolitan Opera in New York.
Ilosfalvy werd vooral gevraagd voor Italiaanse lyrische rollen zoals de hertog van Mantua, Alfredo, Rodolfo, Pinkerton, maar kon ook probleemloos dramatische rollen aan, als Manrico, Alvaro, Cavaradossi en Dick Johnson. Hij kreeg voorts bijval als Walther Stolzing en Don José. Hij is waarschijnlijk het bekendst van zijn opname van Roberto Devereux, met Beverly Sills, uit 1969.
- Bibsys: 4032386
- Biblioteca Nacional de España: XX5149065
- Bibliothèque nationale de France: cb14189002d (data)
- CiNii: DA12228844
- Gemeinsame Normdatei: 134414047
- International Standard Name Identifier: 0000 0000 8413 441X
- Library of Congress Control Number: n85199778
- Nationale Bibliotheek van Letland: 000294687
- MusicBrainz: 6367765d-52bc-4293-a804-c6fec10df0f4
- Nationale Bibliotheek van Tsjechië: xx0160782
- Nationale bibliotheek van Australië: 35932830
- Nationale Bibliotheek van Israël: 987012501066305171
- Réseau des bibliothèques de Suisse occidentale: 02-A003398780
- SNAC: w6g76rhp
- Système universitaire de documentation: 185531377
- Virtual International Authority File: 116682197
- WorldCat: E39PBJrKTYCTWkKThptXDT9bh3